# Aaron Stone
Aaron Stone – serial telewizyjny produkcji amerykańsko-kanadyjskiej z 2009 roku, który emitowany jest na kanale Disney XD.

## Fabuła
Życie, z pozoru normalnego szesnastolatka zmienia się, gdy odkrywa grę Hero Rising. Zostaje jej najlepszym graczem i za sprawą miliardera Abnera Halla staje się superbohaterem o imieniu Aaron Stone. Jego zadaniem jest walka ze złoczyńcami z grupy Omega. Charlie Landers będzie musiał zmienić swoje życie, aby w sekrecie ratować świat.

## Bohaterowie

### Główni
Charlie Landers/Aaron Stone – Główny bohater serialu, najlepszy gracz Hero Rising. Pan Hall ustanowił go obrońcą świata przed Omegą. Początkowo nie chciał się zgodzić, ale S.T.A.N. go przekonał, że musi obronić świat przed Omegą. Rozbity zniszczył jego stary kombinezon, ale Charlie dostał nowy, znacznie lepszy, a dodatkowo motor z działkami laserowymi.
Jason Landers/Terminus Mag – Młodszy brat Charliego, uczęszczający do tej samej szkoły co Charlie. Bardzo słaby w nauce. W grze operuje Terminusem Magiem. W ostatnim odcinku dowiedział się o sekrecie Charliego.
S.T.A.N – Android pomagający Charliemu w walce z Omegą. Zrobiony przez pana Halla. Przestrzega praw robotyki Asimova – nie może skrzywdzić ludzi.
Emma Lau/ Mroczna Tamara – Przyjaciółka Charliego, zna jego sekret. Pomaga mu w walce z Omegą.
T. Abner Hall – Szef Charliego. Definitywny przeciwnik Omegi. Twórca Stana oraz gry Hero Rising. Właściciel Hall Industries.

### Drugoplanowi
Vas Metha/Wasuwiusz – Gracz Hero Rising mieszkający w Kalkucie w Indiach. Brat Rama. Często pomaga Charliemu. W drugim sezonie wraz z Ramem stworzył dodatek do Hero Rising pod nazwą Hero Rising: Damage Control, aby pomóc Aaronowi w walce z Rozbitym.
Ram Metha/Lotus – Gracz Hero Rising mieszkający w Kalkucie w Indiach. Brat Vasa. Często pomaga Charliemu. W drugim sezonie wraz z Vasem stworzył dodatek do Hero Rising pod nazwą Hero Rising: Damage Control, aby pomóc Aaronowi w walce z Rozbitym.
Amanda Landers – Matka Charliego i Jasona Landersów.
Chase Rawenwood – koleżanka Charliego, wyjawiła mu sekret, że uwielbia komiksy.
Percy Budnick – mięśniak. Kolega Jasona, często wyżywa się na nim.

### Wrogowie

#### Omega
Omega jest złą organizacją składającą się z siedmiu geniuszy. Tworząc toksynę, stali się mądrzejsi, zdradzili Halla i postawili sobie za cel zawładnięcie całym światem. Na początku 2. sezonu, w ciężarówce Omegi przewożeni byli mutanci. Gdy ciężarówka miała wypadek, mutanci uciekli i zniszczyli wszystkich członków organizacji. Przeżył tylko dr Necross, który stał się obiektem badań Rozbitego. Członkowie Omegi to:
Dr. Necross – chemik, specjalizujący się w tworzeniu niebezpiecznych surowic i toksyn. Groził Hallowi śmiercią. W drugiej serii zostaje więźniem Rozbitego.
Generał Cross – generał wojskowy specjalizujący się w tworzeniu broni. Ma wielką bliznę na twarzy. Lubi godnych przeciwników. Nosi czerwony beret. W drugiej serii zabity przez Rozbitego.
Cerebella – neurolog, specjalizująca się w kontroli ludzkich umysłów. W drugiej serii zabita przez mutantów.
Kronis – naukowiec specjalizujący się w kontrolowaniu czasu. Przez Aarona Stone’a, jego syn Dax siedzi w więzieniu. Raz nawet próbował go uwolnić, ale mu się nie udało. Zabity przez mutantów.
Xero – młody geniusz komputerowy specjalizujący się w tworzeniu elektrycznych broni. Zabity przez mutantów.
Dr. Helix – doktor specjalizujący się w mieszaniu zwierzęcego DNA z ludzkim DNA. Prawdopodobnie jest przywódcą Omegi. Zabity przez mutantów.
Zefir – meteorolog specjalizujący się w używaniu pogody jako broni. Występuje tylko 2 razy. Miał przyjąć Emme do Omegi. Zabity przez mutantów.

#### Mutanci
Rozbity(ang. Damaged) – Okrutny przywódca mutantów z sektora 21. Testował na nim różne toksyny Dr. Necross. Nosi maskę. Ma moc Telekinezy. Chciał wypić toksynę, której nie chciał kupić Hall od Omegi. Ostatecznie zdobył toksynę, ale Charlie mu ją odebrał. Wraz z innymi mutantami zabił wszystkich członków Omegi, z dr Necrosa zrobił tzw. królika doświadczalnego.
Ben Silvers – Mutant z sektora 21. Ma DNA szczura. Żywi się śmieciami. Jedyny dobry mutant. Jest tchórzliwy, najbardziej boi się Rozbitego.
Łańcuch(ang. Shackles) – Mutant z sektora 21. Ma na rękach łańcuchy i nie może ich zdjąć. Jako pierwszy uciekł z ciężarówki Omegi. Jedyny mutant który wykonał swoje zadanie, w przedostatnim odcinku serialu zostaje pojmany przez Aarona Stone’a.
Pan Galapagos – Mutant z sektora 21, jest zamknięty w szklanej skrzynce, bez niej cały czas generowałby energię bez żadnej kontroli.
Rój(ang. Hive) – Jedyna kobieta mutant z sektora 21. Potrafi kontrolować insekty.
Steeltrap – Mutant z sektora 21, przestępca, na którym eksperymentował Generał Cross. Podczas testów najadł się plazmy i stopił mu się mózg. Aby opanować swoje moce zamknął sobie usta na zamek. Potrafi strzelać plazmą. Może strzelić tylko trzy razy potem musi odczekać 10 sekund aż się naładuje. Gdy ktoś w niego strzeli tylko szybciej się naładuje. Charlie pokonał go, otwierając mu usta, wtedy plazma z niego wyleciała i nie mógł już strzelać.
T(ang. U) – Zmiennokształtny mutant z sektora 21. potrafi przybrać postać osoby, którą widzi. Pod postacią Aarona Stone’a porwał pana Halla. Ma roztopioną twarz. S.T.A.N rozpoznał oszustwo dzięki termowizjerowi, ponieważ prawdziwa rękawica Aarona niesamowicie się nagrzewała, a „rękawica” T miała taką samą temperaturę jak jego ciało.

## Obsada
- Kelly Blatz jako Charlie Landers/Aaron Stone
- David Lambert jako Jason Landers/Terminus Mag
- J.P. Manoux jako S.T.A.N.
- Tania Gunadi jako Emma Lau/Mroczna Tamara
- Shauna MacDonald jako Amanda Landers
- Martin Roach jako T. Abner Hall

## Wersja polska
Opracowanie i udźwiękowienie wersji polskiej:
- Eurocom Studio (seria I),
- SDI Media Polska (seria II)

Reżyseria:
- Krystyna Kozanecka-Kołakowska (seria I)
- Waldemar Modestowicz (seria II)

Dialogi:
- Maciej Wysocki (seria I),
- Piotr Radziwiłowicz (seria II)

Dźwięk i montaż: Krzysztof Podolski (seria I)

Kierownictwo produkcji: Marzena Omen-Wiśniewska (seria I)

Udział wzięli:
- Leszek Zduń – Charlie Landers/Aaron Stone
- Andrzej Chudy – T. Abner Hall
- Tomasz Steciuk – S.T.A.N.
- Beata Wyrąbkiewicz – Emma Lau/Mroczna Tamara
- Joanna Węgrzynowska – Amanda Landers
- Mateusz Narloch – Jason Landers/Terminus Mag
- Mikołaj Klimek –
  - Łamacz Dusz (odc. 1-2),
  - Helix,
  - Kwan (odc. 12)
- Dariusz Odija –
  - Dr Necros,
  - Nauczyciel (odc. 4)
- Grzegorz Drojewski – Vas Mehta/Vasuvius
- Wojciech Brzeziński – Ram Mehta/Lethal Lotus
- Krzysztof Szczerbiński –
  - Mroczny Ptak (odc. 1),
  - Freddie
- Aleksander Wysocki –
  - Generał Cross (seria I),
  - Tranq (odc. 18)
- Miłogost Reczek – Rozbity (Damaged)
- Dariusz Błażejewski – Ben Slivers
- Joanna Pach –
  - Chase Ravenwood (odc. 3),
  - Doktor Martin (odc. 9)
- Karol Wróblewski –
  - Dax (odc. 4),
  - Eugene
- Wojciech Machnicki –
  - Kronis,
  - Generał Cross (odc. 22),
- Izabella Bukowska – Cerabella
- Tomasz Bednarek – Xero
- Janusz Wituch –
  - Zefir,
  - Ojciec Charliego (odc. 17, 23)
- Krystyna Kozanecka – Arkov
- Cezary Kwieciński – Percy Budnick
- Tomasz Marzecki –
  - Trener zapasów (odc. 10),
  - Nauczyciel (odc. 12),
  - Głos z głośnika wywołujący graczy (odc. 21)
- Marcin Mroziński –
  - Billy Cobb (odc. 11)
  - Strażnik (odc. 21)
- Stefan Knothe – dr Ryan Hunt (odc. 12)
- Agnieszka Fajlhauer – Tatianna Caine (odc. 13, 20)
- Anna Wiśniewska – Samanta (odc. 15)
- Jarosław Domin – Elias Powers (odc. 16-17, 21)
- Artur Pontek – Hunter (odc. 18)
- Julia Kołakowska – Carry (odc. 22, 32-33)
- Łukasz Lewandowski – Galapagos (odc. 25, 33)
- Wojciech Chorąży – Ty (odc. 26, 30, 34-35)
- Sławomir Pacek – Elias Powers (odc. 29, 34-35)
- Klaudiusz Kaufmann – Conner (odc. 30)
- Piotr Bajtlik – Trevor (odc. 30)
- Milena Suszyńska – Jill (odc. 30)
- Jakub Szydłowski – Trener szermierki (odc. 30)
- Paweł Ciołkosz – Grudge (odc. 34-35)
- Andrzej Blumenfeld – Prezydent (odc. 35)
- Filip Dominik

## Odcinki
| Sezon | Odcinki | Pierwsza emisja | Ostatnia emisja   | Pierwsza emisja  | Ostatnia emisja |
| ----- | ------- | --------------- | ----------------- | ---------------- | --------------- |
| 1     | 21      | 13 lutego 2009  | 27 listopada 2009 | 19 września 2009 | 13 czerwca 2010 |
| 2     | 14      | 24 lutego 2010  | 30 lipca 2010     | 13 czerwca 2010  | 20 maja 2011    |

### Sezon 1: 2009
| Nr  | Tytuł                                                    | Reżyseria                | Scenariusz                   | Premiera                                    | Premiera w Polsce                                   |
| --- | -------------------------------------------------------- | ------------------------ | ---------------------------- | ------------------------------------------- | --------------------------------------------------- |
| 1   | Hero Rising (Część 1) Hero Rising (Part 1)               | Pat Williams Eric Canuel | Bruce Kalish                 | 13 lutego 2009                              | 19 września 2009                                    |
| 2   | Hero Rising (część 2) Hero Rising (Part 2)               | Pat Williams             | Bruce Kalish                 | 13 lutego 2009                              | 19 września 2009                                    |
| 3   | Pierwsze uderzenie First Strike                          | Pat Williams             | Kaita Mpambara               | 23 lutego 2009                              | 26 września 2009                                    |
| 4   | Śpiewać każdy może Rockin’ The Free World                | Pat Williams             | Dan Cross David Hoge         | 9 marca 2009                                | 10 października 2009                                |
| 5   | Zatrzymać czas Time Out                                  | Andrew Potter            | Gail Morgan Hickman          | 2 marca 2009                                | 3 października 2009                                 |
| 6   | Od bohatera do Xera From Hero to Xero                    | Andrew Potter            | Sean Cunningham Marc Dworkin | 16 marca 2009                               | 21 października 2009                                |
| 7-8 | Wrogie przestworza Not So Friendly Skies                 | David Warry-Smith        | Gail Morgan Hickman          | 23 marca 2009 (cz. 1) 30 marca 2009 (cz. 2) | 24 października 2009 (cz. 1) 5 grudnia 2009 (cz. 2) |
| 9   | Zaufanie In Hall We Trust                                | Pat Williams             | Dan Cross David Hoge         | 13 kwietnia 2009                            | 20 grudnia 2009                                     |
| 10  | S.T.A.N. razy dwa My Two S.T.A.N.s                       | Larry McLean             | Dan Cross David Hoge         | 20 kwietnia 2009                            | 26 grudnia 2009                                     |
| 11  | Pod kontrolą Xero Xero Control                           | David Warry-Smith        | Sean Cunningham Marc Dworkin | 22 czerwca 2009                             | 6 marca 2010                                        |
| 12  | Pochmurno z opadami ninja Cloudy with a Chance of Ninjas | Larry McLean             | Sean Cunningham Marc Dworkin | 29 czerwca 2009                             | 13 marca 2010                                       |
| 13  | Uwiedź mnie, upoluję Cię Hunt Me? Hunt You!              | David Warry-Smith        | Dan Cross David Hoge         | 6 lipca 2009                                | 21 marca 2010                                       |
| 14  | Kraina Bestii Beastland                                  | Larry McLean             | Sean Cunningham Marc Dworkin | 13 lipca 2009                               | 27 marca 2010                                       |
| 15  | Odmieniony Charlie Chuck And Charlie                     | Larry McLean             | Dan Cross David Hoge         | 20 lipca 2009                               | 4 kwietnia 2010                                     |
| 16  | Zagadka Mind Games                                       | Mike McGowan             | Gail Morgan Hickman          | 27 lipca 2009                               | 11 kwietnia 2010                                    |
| 17  | Zasadzka z S.T.A.N.'em My Stakeout with S.T.A.N.         | Mike McGowan             | Bruce Kalish                 | 3 sierpnia 2009                             | 18 kwietnia 2010                                    |
| 18  | W świecie snów Dreamcast                                 | Larry McLean             | Kaita Mpambara               | 3 października 2009                         | 31 października 2009                                |
| 19  | S.T.A.N. na dobre i na złe S.T.A.N. By Me                | Larry McLean             | Sean Cunningham Marc Dworkin | 4 listopada 2009                            | 25 kwietnia 2010                                    |
| 20  | Gorączka sobotniej nocy Saturday Fight Fever             | J.P. Manoux              | Dan Cross David Hoge         | 18 listopada 2009                           | 13 czerwca 2010                                     |
| 21  | Gra rozpoczęta Game On                                   | Larry McLean             | Gail Morgan Hickman          | 4 listopada 2009                            | 13 czerwca 2010                                     |

### Sezon 2: 2010
| #  | Tytuł                       | Reżyseria       | Scenariusz                   | Premiera        | Premiera w Polsce |
| -- | --------------------------- | --------------- | ---------------------------- | --------------- | ----------------- |
| 22 | Damage Control              | Farhad Mann     | Bruce Kalish                 | 24 lutego 2010  | 13 czerwca 2010   |
| 23 | In The Game of The Father   | Farhad Mann     | Dan Cross David Hoge         | 24 lutego 2010  | 13 czerwca 2010   |
| 24 | Gauntlet, But Not Forgotten | Larry McLean    | Sean Cunningham Marc Dworkin | 3 marca 2010    | 19 czerwca 2010   |
| 25 | Photography                 | Larry McLean    | Bruce Kalish                 | 10 marca 2010   | 3 lipca 2010      |
| 26 | Face-Off                    | Andrew Potter   | Dan Cross David Hoge         | 17 marca 2010   | 10 lipca 2010     |
| 27 | My Own Private Superhero    | Andrew Potter   | John Tellegen                | 24 marca 2010   | 17 lipca 2010     |
| 28 | Resident Weevil             | Mike McGowan    | Sean Cunningham Marc Dworkin | 16 czerwca 2010 | 24 lipca 2010     |
| 29 | Run Aaron, Run              | Mike McGowan    | Andrew Black                 | 23 czerwca 2010 | 31 lipca 2010     |
| 30 | Pack-Man                    | Andrew Potter   | Dan Cross David Hoge         | 30 czerwca 2010 | 6 stycznia 2011   |
| 31 | Tracker & Field             | Andrew Potter   | Sean Cunningham Marc Dworkin | 7 lipca 2010    | 13 stycznia 2011  |
| 32 | Metal Gear Liquid           | Mario Azzopardi | Andrew Black                 | 14 lipca 2010   | 20 stycznia 2011  |
| 33 | Sparks                      | Mario Azzopardi | Dan Cross David Hoge         | 21 lipca 2010   | 27 stycznia 2011  |
| 34 | Mutant Rain (Part 1)        | David Wu        | Bruce Kalish                 | 30 lipca 2010   | 20 maja 2011      |
| 35 | Mutant Rain (Part 2)        | David Wu        | Sean Cunningham Marc Dworkin | 30 lipca 2010   | 20 maja 2011      |